# Cazul instrumental
În gramatica unor limbi flexionare și aglutinante, instrumentalul este un caz. Substantivul, alt cuvânt folosit cu valoare de substantiv sau pronumele care poartă morfemul acestui caz, denumește, respectiv reprezintă în modul cel mai tipic un inanimat cu care se efectuează o acțiune. Din punct de vedere sintactic, un asemenea cuvânt îndeplinește mai ales funcția de complement circumstanțial instrumental, dar instrumentalul mai exprimă o varietate de alte raporturi sintactice care depind și de limba considerată.
S-a stabilit faptul că acest caz a existat în presupusa limbă proto-indoeuropeană și că a fost moștenită de unele limbi indoeuropene actuale, de exemplu majoritatea limbilor slave. În acestea se folosește atât fără prepoziție, cât și cu anumite prepoziții.
Sunt limbi flexionare cărora le lipsește declinarea sau păstrează numai urme ale ei. În limbi în care nu s-a păstrat, cum sunt limbile romanice sau engleza, prepozițiile sunt cele care exprimă raporturile sintactice exprimate de instrumental în alte limbi. Dintre acestea, cea mai specifică este prepoziția cu.

## În BCMS
În limbile din diasistemul slav de centru-sud (bosniacă, croată, muntenegreană, sârbă, prescurtat BCMS), flexionare, care dispun de o declinare relativ bogată, există și cazul instrumental. Se exprimă prin mai multe desinențe în funcție de clasa de declinare, de partea de vorbire, de gen și de număr. Sunt și variante morfofonologice, cauzate de natura fonemului precedent. Cele mai multe substantive, adjective și pronume au următoarele desinențe:
- -om – la singular, substantivele masculine, neutre și feminine, adjectivele feminine, cu consoană nepalatală înaintea desinenței: doktorom (m.) „cu doctorul”, selom (n.) „cu satul”, ribom (f.) „cu peștele”, novom (f.) „cu noua”[7];
- -em – la singular, substantivele masculine și neutre cu consoană palatală înaintea desinenței: čekićem (m.) „cu ciocanul”, poljem (n.) „cu câmpul”;
- -im – la singular, adjectivele la masculin și neutru: novim „cu noul”;
- -ima – la plural, substantivele masculine și neutre (desinență comună cu dativul și locativul plural): doktorima „cu doctorii”, čekićem „cu ciocanele”, selima „cu satele”, poljima „cu câmpurile”;
- -ama – la plural, substantivele feminine (desinență comună cu dativul și locativul plural): ribama „cu peștii”;
- -im(a) – la plural, adjectivele la masculin, neutru și feminin, cu a fiind la forma lor lungă (hotărâtă), când sunt substantivate: Vi radite s novim udžbenicima a mi sa starima „Voi lucrați cu manualele noi, iar noi cu cele vechi”.

Radicalul pronumelor personale la instrumental diferă mai mult sau mai puțin de forma lor de nominativ: ja „eu” – sa mnom „cu mine”, ti „tu” – s tobom etc.
În aceste limbi, cazul instrumental este în primul rând cel al complementelor circumstanțiale instrumental și sociativ, dar și al altor complemente circumstanțiale:
- complement circumstanțial instrumental:
  - fără prepoziție: Putujemo autom „Călătorim cu mașina”[9];
  - cu prepoziția s(a)[10]: Vi radite s novim uđbenicima a mi sa starima „Voi lucrați cu manualele noi, iar noi cu cele vechi”[11];
- complement circumstanțial sociativ: Došao je sa ocem „A venit cu tatăl său”[12];
- complement circumstanțial de mod: Putujemo velikom brzinom „Călătorim cu viteză mare”[9];
- complement circumstanțial de loc al verbelor care nu exprimă deplasarea către locul respectiv[13]:
  - fără prepoziție: Hladan v(j)etar[14] poljem piri „Vântul rece suflă pe câmp”[9];
  - cu prepoziții:

On ide napred a ja za njim „El merge înainte, iar eu în urma lui”;
Stojim pod tušem „(Eu) stau sub duș”;
Nad selom su se crnjeli kišni oblaci „Deasupra satului se înnegreau nori de ploaie”;
Šetao je među drvećem „Se plimba printre copaci”;
- complement circumstanțial de timp: početkom m(j)eseca „la începutul lunii”, radnim danom „în zi lucrătoare”, utorkom „marțea, în fiecare marți”[9].

Unele complemente indirecte sunt de asemenea la instrumental:
- fără prepoziție:

Čime se sada bavite? „Cu ce vă ocupați acum?”;
Vladao je ogromnim carstvom „Domnea peste o împărăție uriașă”;
Čitava kuća je najednom zamirisala kruhom „Dintr-odată, toată casa a mirosit a pâine”;
- cu prepoziții[18]:

Nastavićemo s vežbama „Vom continua cu exerciții”;
Nemojte žaliti za prošlošću „Să nu vă pară rău după trecut”.
Mai sunt și alte părți de propoziție la cazul instrumental:
- nume predicativ: Zidovi su postajali sve tamnijima „Zidurile deveneau tot mai întunecate”[20];
- complement de agent inanimat: Grad je pogođen zemljotresom „Orașul a fost lovit de cutremur”[21];
- atribut substantival cu prepoziția s(a): supa s rezancima „supă cu fidea”[12].

## În limba maghiară
În maghiară, limbă agluntinantă, există o singură desinență de instrumental, -val/-vel, cu aceste variante în funcție de regulile armoniei vocalice. Mai are și variante morfofonologice, din cauza asimilării lui v de către consoana precedentă. Este aplicată tuturor părților de vorbire nominale. În afara pronumelor de politețe, cele personale prezintă particularitatea de a fi supletive. Se formează din varianta -vel a desinenței combinată cu așa-numitele „sufixe personale posesive” care corespund adjectivelor posesive din română: én „eu” – velem „cu mine”, te „tu” – veled „cu tine” etc.
Și în această limbă, cu instrumentalul se exprimă în primul rând CC instrumental și cel sociativ, dar mai multe alte complemente de asemenea, majoritatea fără postpoziție (corespunzătoarea prepoziției din alte limbi):
- CC instrumental: Kannával hordta a benzint „Căra benzina cu bidonul”[23];
- CC sociativ:
  - exprimat prin nume de animat: Beszélt Pistával „A vorbit cu Pista”[23];
  - exprimat prin nume de inanimat: kávé habbal „cafea cu frișcă”[24];
- CC de mod: Kis betűkkel ír „(El/Ea) scrie cu litere mici”[23];
- CC de grad-măsură: Fél perccel késte le a vonatot „A întârziat la tren cu o jumătate de minut”[23];
- CC de timp: Ősszel sokat esik az eső „Toamna plouă mult”[25];
- CC de cauză: Vakbélgyulladással kórházba szállították „L-au dus / Au dus-o la spital cu apendicită”[24][26];
- diverse complemente corespunzătoare unor complemente indirecte sau circumstanțiale din gramaticile românești[23]:

Szenvedéllyel szerette „Îl/O iubea cu pasiune”;
Napóleon vezetésével győztek „Au învins sub conducerea lui Napoleon”;
Elégedett az eredményekkel „Este mulțumit(ă) de rezultate”.
- complementul de agent al verbului factitiv: Kimosatja a ruhát a feleségével „O pune pe soția lui să spele rufele”[27];

Unele complemente se construiesc cu postpoziții:
A mozival szemben van egy kávéház „Vizavi de cinema este o cafenea”;
Egy évvel ezelőtt kezdtem magyarul tanulni „Am început să învăț maghiara acum un an”;
Kovácsnéval együtt megyek a Balatonra „Merg la Balaton împreună cu doamna Kovács”;
A kérvényével kapcsolatban a következőket kell tudnia „În legătură cu cererea dv. trebuie să vă aduc la cunoștință următoarele”;
A botránnyal összefüggésben emlegették a nevét „Numele lui a fost pomenit în legătură cu scandalul”.